# Arjuzanx
Arjuzanx is een plaats en voormalige gemeente in het Franse departement Landes (regio Nouvelle-Aquitaine) en telt 214 inwoners (1999). De plaats maakt deel uit van het arrondissement Mont-de-Marsan. Arjuzanx is op 1 januari 2019 gefuseerd met de gemeenten Garrosse, Morcenx en Sindères tot de gemeente Morcenx-la-Nouvelle. 

## Geografie
De oppervlakte van Arjuzanx bedraagt 28,6 km², de bevolkingsdichtheid is 7,5 inwoners per km².
De onderstaande kaart toont de ligging van Arjuzanx met de belangrijkste infrastructuur en aangrenzende gemeenten.

## Demografie
Onderstaande figuur toont het verloop van het inwonertal (bron: INSEE-tellingen).